# Bendaggio gastrico
Il bendaggio gastrico è un intervento di chirurgia bariatrica che limita l'introduzione del cibo attraverso un'azione prevalentemente di tipo meccanico; viene classificato tra gli interventi di tipo restrittivo perché viene ridotta la capacità dello stomaco.
Il bendaggio gastrico più frequentemente utilizzato è quello regolabile, inventato nel 1986 da Lubomyr Kuzmak, che viene effettuato attraverso laparoscopia che rappresenta un metodo considerato completamente reversibile.

## Descrizione dell'intervento
L'anello di silicone viene inserito nella parte superiore dello stomaco creando una tasca gastrica di dimensioni ridotte e comunicante con il resto dello stomaco attraverso un piccolo orifizio di svuotamento, mentre il serbatoio viene posizionato sottocute nello spessore dell'addome. Quest'ultimo consente allo specialista di gonfiare o sgonfiare l'anello di silicone, modificando il diametro dell'orifizio di svuotamento.

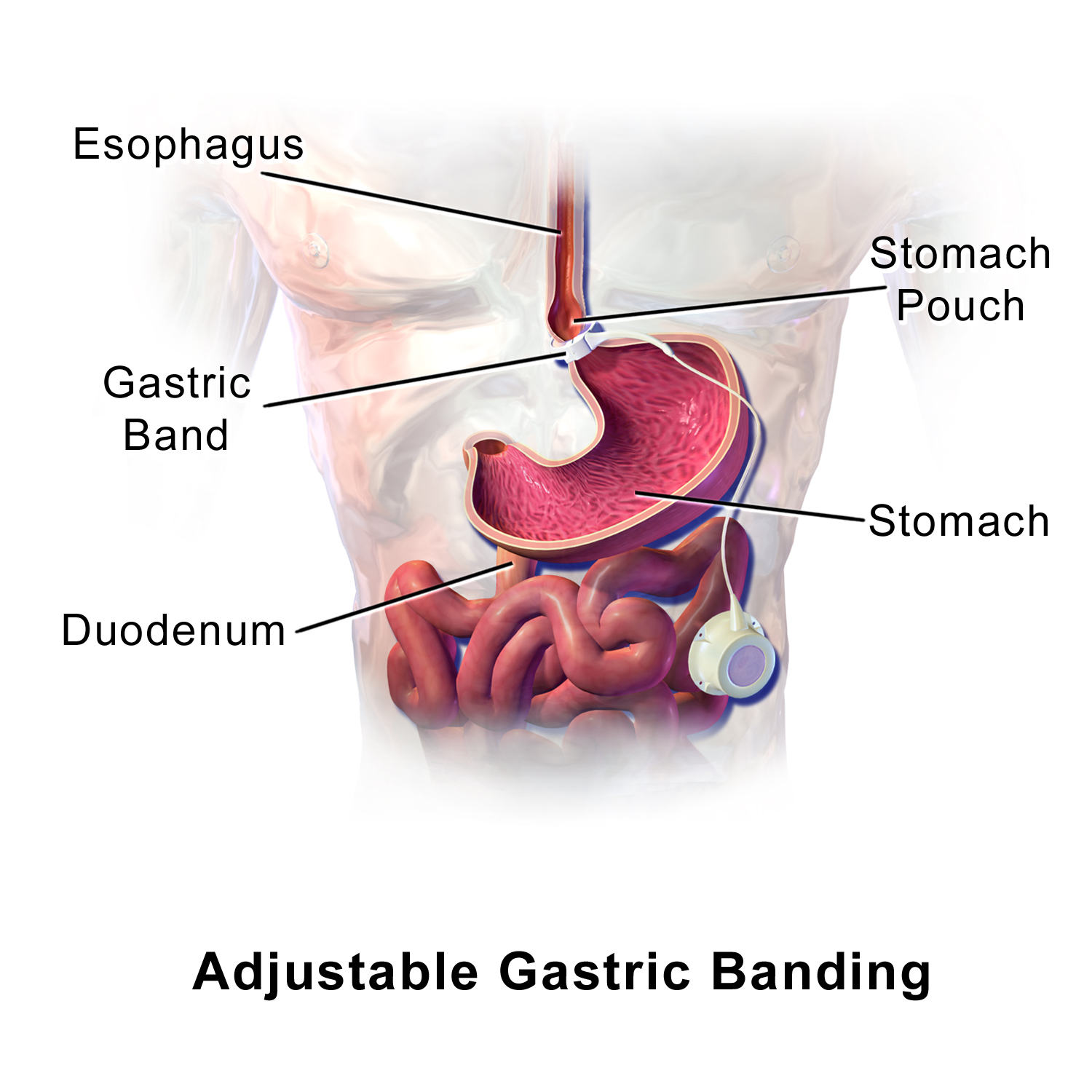
Schema di bendaggio gastrico

Lo scopo dell'intervento è quello di favorire l'anticipazione del senso di sazietà e riempimento gastrico, riducendo di conseguenza la quantità di cibo introdotto.

## Indicazioni
Come per tutti gli interventi di chirurgia bariatrica, è indicato per:
- indice di massa corporea superiore a 40 kg/m2 o 35 kg/m2 se è presente almeno una comorbilità;
- età compresa tra 18 e 60 anni;
- obesità di durata superiore a 5 anni;
- dimostrazione dell'incapacità di perdere o mantenere una perdita di peso con metodiche non chirurgiche;
- dimostrazione dell'accettazione di sottoporsi al follow up post-operatorio.

L'intervento è controindicato, invece, in caso di alcolismo, presenza di malattie terminali o di alterazioni psicologiche/psichiatriche che rendano il paziente incapace di provvedere a sé e di aderire al programma di follow up.

## Complicanze
Si tratta di una procedura chirurgica piuttosto sicura, con una mortalità operatoria stimata intorno allo 0,1% e un'incidenza di complicanze operatorie dello 0,2%. Queste riguardano solitamente l'anello di silicone o il serbatoio di regolazione, che possono spostarsi o scollegarsi, eventi che possono presentarsi complessivamente in meno del 7% dei casi.

## Prognosi
Il calo ponderale può essere stimato in circa il 40-50% del peso in eccesso, sebbene sia possibile nel lungo termine un recupero del peso perduto, soprattutto in caso di un non corretto comportamento alimentare. Allo stesso modo la regolazione della restrizione mediata dal bendaggio, effettuata sotto guida radiologica, può essere decisa in base al calo ponderale, al comportamento alimentare e all'insorgenza di effetti indesiderati. Il follow up prevede visite ogni tre mesi nel primo anno e almeno una ogni anno successivamente, con valutazione di eventuali carenze nutrizionali e/o vitaminiche.